# 82mm minomet vzor 1937
82mm minomet vzor 37 sestrojil úspěšný sovětský konstruktér Boris Ivanovič Šavyrin. Minomet byl požíván pěchotou k ničení živé síly i lehčích překážek. Zbraň byla používána ve Velké vlastenecké válce.

## Technické údaje
- Celková produkce: 165 556 kusů
- Bojová hmotnost: 11,5 kg
- Rozsah náměru: +45° až +70°
- Rozsah odměru: 6° – 15°
- Hmotnost střely: 3 kg
- Průměrná úsťová rychlost: 211 m/s

## Varianty
- 82-мм батальонный миномёт обр. 1936 года – 82mm minomet vzor 1936;
- 82-мм батальонный миномёт обр. 1937 года – 82mm minomet vzor 1937;
- 82-мм батальонный миномёт обр. 1941 года – 82mm minomet vzor 1941;

## Použití
- Sovětský svaz
- Československo – ve výzbroji ho měli i vojáci 1. československého armádního sboru v SSSR. Po ukončení války byl ve výzbroji Československé armády.